# Simão Bertelli
Simão Verza Bertelli (Antônio Prado, 2 luglio 1993) è un calciatore brasiliano, portiere dell'AVS.

## Carriera
Simão è cresciuto nei settori giovanili di Criciúma e Novo Hamburgo, e con quest'ultimo club ha disputato la Copa FGF del 2013. Successivamente ha giocato con Tubarão e Glória rispettivamente nel Campionato Catarinense ed in quello Paranaense, prima di passare all'Operário-PR nel 2016. Con il club bianconero ha ottenuto la promozione nel Campionato Paranaense di prima divisione, mentre a livello statale ha conquistato una doppia promozione dalla Série D alla Série B.
Il 26 luglio 2019 è stato ceduto in prestito al Paços Ferreira in Portogallo. Utilizzato come portiere di riserva, ha giocato principalmente nelle coppe nazionali partecipando solamente a due incontri in Primeira Liga. Nel gennaio del 2021 ha fatto ritorno all'Operário, dove è rimasto per due stagioni al termine delle quali ha firmato con l'ABC.
L'8 agosto 2023 ha fatto ritorno in Portogallo all'AVS, sempre come portiere di riserva. A causa di un infortunio subito dal titolare Pedro Trigueira, ha disputato da titolare lo spareggio contro il Portimonense, che ha consentito al club di centrare la promozione in Primeira Liga.

## Statistiche

### Presenze e reti nei club
Statistiche aggiornate al 30 agosto 2024.
| Stagione                | Squadra                 | Campionato              | Campionato | Campionato | Coppe nazionali | Coppe nazionali | Coppe nazionali | Coppe continentali | Coppe continentali | Coppe continentali | Altre coppe | Altre coppe | Altre coppe | Totale | Totale |
| Stagione                | Squadra                 | Comp                    | Pres       | Reti       | Comp            | Pres            | Reti            | Comp               | Pres               | Reti               | Comp        | Pres        | Reti        | Pres   | Reti   |
| ----------------------- | ----------------------- | ----------------------- | ---------- | ---------- | --------------- | --------------- | --------------- | ------------------ | ------------------ | ------------------ | ----------- | ----------- | ----------- | ------ | ------ |
| 2013                    | Novo Hamburgo           | PD/RS                   | 0          | 0          | -               | -               | -               | -                  | -                  | -                  | FGF         | 5           | 0           | 5      | 0      |
| 2014                    | Novo Hamburgo           | PD/RS                   | 0          | 0          | -               | -               | -               | -                  | -                  | -                  | -           | -           | -           | 0      | 0      |
| Totale Novo Hamburgo    | Totale Novo Hamburgo    | Totale Novo Hamburgo    | 0          | 0          |                 | -               | -               |                    | -                  | -                  |             | 5           | 0           | 5      | 0      |
| 2014                    | Atlético Tubarão        | B/SC                    | 14         | -13        | -               | -               | -               | -                  | -                  | -                  | -           | -           | -           | 14     | -13    |
| 2015                    | Atlético Tubarão        | B/SC                    | 2          | 0          | -               | -               | -               | -                  | -                  | -                  | -           | -           | -           | 2      | 0      |
| Totale Atlético Tubarão | Totale Atlético Tubarão | Totale Atlético Tubarão | 16         | -13        |                 | -               | -               |                    | -                  | -                  |             | -           | -           | 16     | -13    |
| 2015                    | Glória                  | A2/RS                   | 1          | 0          | -               | -               | -               | -                  | -                  | -                  | -           | -           | -           | 1      | 0      |
| 2016                    | Glória                  | PD/RS                   | 3          | -3         | -               | -               | -               | -                  | -                  | -                  | -           | -           | -           | 3      | -3     |
| Totale Glória           | Totale Glória           | Totale Glória           | 4          | -3         |                 | -               | -               |                    | -                  | -                  |             | -           | -           | 4      | -3     |
| 2016                    | Operário-PR             | -                       | -          | -          | CB              | 0               | 0               | -                  | -                  | -                  | CP          | 9           | -4          | 9      | -4     |
| 2017                    | Operário-PR             | SD/PR+D                 | 12+16      | -6,-8      | -               | -               | -               | -                  | -                  | -                  | -           | -           | -           | 28     | -14    |
| 2018                    | Operário-PR             | SD/PR+C                 | 9+23       | -9,-23     | -               | -               | -               | -                  | -                  | -                  | -           | -           | -           | 32     | -32    |
| 2019                    | Operário-PR             | A1/PR+B                 | 12+12      | -10,-11    | -               | -               | -               | -                  | -                  | -                  | -           | -           | -           | 24     | -21    |
| 2019-2020               | Paços Ferreira          | PL                      | 2          | -2         | CP+CdL          | 3+2             | -1,-2           | -                  | -                  | -                  | -           | -           | -           | 7      | -5     |
| 2020-gen. 2021          | Paços Ferreira          | PL                      | 0          | 0          | CP+CdL          | 0               | 0               | -                  | -                  | -                  | -           | -           | -           | 0      | 0      |
| Totale Paços Ferreira   | Totale Paços Ferreira   | Totale Paços Ferreira   | 2          | -2         |                 | 5               | -3              |                    | -                  | -                  |             | -           | -           | 7      | -5     |
| 2021                    | Operário-PR             | A1/PR+B                 | 12+20      | -4,-26     | CB              | 2               | -3              | -                  | -                  | -                  | -           | -           | -           | 34     | -33    |
| 2022                    | Operário-PR             | A1/PR+B                 | 10+2       | -9,-6      | CB              | 1               | -2              | -                  | -                  | -                  | -           | -           | -           | 13     | -17    |
| Totale Operário-PR      | Totale Operário-PR      | Totale Operário-PR      | 138        | -112       | -               | 3               | -5              |                    |                    | -                  | -           | 9           | -4          | 150    | -121   |
| 2023                    | ABC                     | PD/RN+B                 | 14+19      | -6,-28     | CB              | 4               | -3              | -                  | -                  | -                  | CdN         | 10          | -10         | 47     | -47    |
| 2023-2024               | AVS                     | LdH                     | 4+2        | -2,-2      | CP+CdL          | 1+1             | -1,-2           | -                  | -                  | -                  | -           | -           | -           | 8      | -7     |
| 2024-2025               | AVS                     | PL                      | 4          | -7         | CP+CdL          | 0               | 0               | -                  | -                  | -                  | -           | -           | -           | 4      | -7     |
| Totale AVS              | Totale AVS              | Totale AVS              | 10         | -11        |                 | 2               | -3              |                    | -                  | -                  |             | -           | -           | 12     | -14    |
| Totale carriera         | Totale carriera         | Totale carriera         | 194        | -175       |                 | 14              | -14             |                    | -                  | -                  |             | 24          | -14         | 232    | -203   |

## Palmarès

### Club

#### Competizioni statali
- Campeonato Paranaense Segunda Divisão: 1

Operário-PR: 2018

#### Competizioni nazionali
- Campeonato Brasileiro Série D: 1

Operário-PR: 2017
- Campeonato Brasileiro Série C: 1

Operário-PR: 2018